# Östergötlands runinskrifter 244
Östergötlands runinskrifter 244, Ög 244, är en ristad sten som står rest på kyrkogården vid Viby kyrka utanför Mantorp i Mjölby kommun. Ristningen på denna sten, som är av ljusröd granit, är rent ornamental, men trots det brukar stenen alltså räknas in bland landskapets runinskriftsobjekt, med vilka den också är samtida
Ristningen består av en för det moderna ögat inte helt självklar, symmetrisk figur. I figurens mitt finns ett litet kors av enklare typ, men också i figuren som helhet kan korsformer uppfattas. 
Stenen hittades hösten 1912 vid en omsättning av kyrkogårdsmurens västsida. Den restes därefter strax innanför muren.

## Tänkt om stenen
I Runstenar i västra Östergötland (1982) framhåller författaren Conny L A Petersson likheten mellan korsen på Ög 244 och Ög Fv1965;54, som står rest på samma kyrkogård, och gör utifrån denna bedömningen att stenarna kan ha någon sorts samband.